# Villers-lès-Nancy
Villers-lès-Nancy é uma comuna francesa na região administrativa do Grande Leste, no departamento de Meurthe-et-Moselle. Estende-se por uma área de 9.95 km², e possui 14.558 habitantes, segundo o censo de 2018, com uma densidade de 1.500 hab/km².